# Telesforo de Trueba
Joaquín Telesforo de Trueba y Cossío (Santander, 5 de enero de 1799 - París, 4 de octubre de 1835), escritor, novelista y dramaturgo en inglés, español y francés y político liberal español perteneciente al Romanticismo, hermano de la dibujante y acuarelista Clara de Trueba y Cossío (1808-1864). 

## Biografía
Era de familia hidalga y acaudalada, proveniente de la localidad cántabra de Arredondo. Su padre, Juan Trueba, era un comerciante santanderino que se había enriquecido en México; su madre, María Pérez de Cossío y Bornos, se puso a la muerte de su esposo al frente de los negocios de la casa, pero viendo que las cosas le iban mal abandonó Santander en 1810 y se trasladó con su familia a San Sebastián y de allí a La Coruña. No pudo llevar a efecto su intención de trasladarse a Cádiz y luego a América, así que cuando el futuro escritor  contaba nueve años, en septiembre de 1812, envió a sus tres hijos a educarse en  Inglaterra, en el colegio católico de Saint Edmond's de Old Hall Green, cerca de Cambridge, donde estuvieron hasta marzo de 1819, junto a un cuarto hermano que se les había añadido. Telesforo prosiguió luego sus estudios en la Sorbona, en París. Entonces se le despertó la vocación literaria a los diecisiete años, y copuso ya a esa edad una comedia en prosa, Anteojos para cortos de vista o Casa de un marqués en España, en cinco actos, y el melodrama en tres actos El precipicio o Las fraguas de Noruega. Volvió a España en 1821, entusiasmado con la revolución liberal de Rafael del Riego, a quien había dedicado un soneto ya en 1820 en París. Ya en marzo de 1821 había firmado una tragedia neoclásica, La muerte de Catón, en endecasílabos asonantados, bastante inspirada en Joseph Addison y Vittorio Alfieri.
A fines de 1821 está en España, y en Madrid compone Elvira entre el 6 de octubre y el 10 de noviembre de 1821; esta obra puede considerarse ya un preludio del drama romántico y retoma las fuentes hispanas que tanto utilizará después. Ingresó en la carrera diplomática y fue agregado meritorio de la embajada española en París y luego en Inglaterra desde 1822; al regresar a España se relacionó con Alberto Lista y participó en la formación de la Academia del Mirto que este presidía. Por aquel tiempo estrenó con cierto éxito las comedias Casarse con 60.000 duros y El veleta. Siguió al gobierno a Cádiz en 1823, donde estrenó Dos caballeros de industria o El novio de repente, compuesta en agosto de 1822 en prosa sobre el asunto de Trampa adelante de Agustín Moreto y con reminiscencias de La villana de Vallecas de Tirso de Molina y de El Barón de Leandro Fernández de Moratín, dentro de las unidades dramáticas, y estuvo refugiado en el pueblo de Bornos, donde escribió sus Cartas bornesas (1824). En ese mismo año emigró a Londres a causa de su militancia progresista.
Escribió en su exilio londinense novelas históricas en el perfecto inglés que había estudiado desde niño, pero de asunto español, siendo uno de los primeros que, entre sus coterráneos, siguió el modelo del escocés Walter Scott, una de sus principales influencias, llegando incluso a colaborar en la Revista de Edimburgo. Tuvo cierto éxito, estrenó asimismo algunas piezas teatrales en ese idioma y sus novelas fueron pronto traducidas al español, al ruso, al alemán y al francés.
En sus novelas históricas intentó luchar contra la leyenda negra en defensa de la obra colonizadora de España y colaboró en varias revistas literarias inglesas. Aparte del género de la novela histórica, cultivó también el costumbrismo y la sátira, el teatro y la crítica literaria.
Animado por sus amigos, los también emigrados liberales Antonio Alcalá Galiano, Agustín Argüelles y Ramón Gil de la Cuadra, publicó Gómez Arias or the Moors of the Alpujarras (1826, 3 vols.), novela histórica donde usa como fuente la pieza de teatro de Pedro Calderón de la Barca La niña de Gómez Arias, que refundía a su vez una comedia de Luis Vélez de Guevara, y como estructura formal la del género creado por Walter Scott; está ambientada en la provincia de Granada y se tradujo con el título de Gómez Arias (Madrid, 1931) en una versión censurada y demasiado libre de Mariano Torrente. La novela se documenta también en las Guerras civiles de Granada de Ginés Pérez de Hita y diversas Crónicas sobre los Reyes Católicos. Narra el escarmiento del libertino o donjuán del mismo nombre por parte de los monarcas, quienes lo obligan a casarse con la mujer a la que ha burlado para luego condenarlo a muerte. La novela fue acogida con entusiasmo por la crítica inglesa, que la comparó a las de Walter Scott, y fue traducida al momento al francés, al alemán, al holandés y al ruso. Publicó luego Life of Hernán Cortés (1826); siguieron The Castilian (1829), que le parecía a Marcelino Menéndez Pelayo la mejor de sus novelas históricas, y The Romance of History. Spain (1830, 3 vols. en dozavo), inmediatamente traducida al francés en 1832 por Charles Auguste Defauconpret -no Defaucauntret, como suele escribirse- (París, Gronelon, 1832) con el título de L'Espagne romantique.
The Castilian transcurre durante el violento reinado de Pedro I de Castilla, aunque su protagonista es el caballero don Ferrán de Castro; está escrita concienzudamente inspirándose en la Crónica de rey don Pedro I del Canciller Pero López de Ayala, entre otras fuentes, y fue muy mal traducida en 1845 al español. La España romántica, que es el título con que se retradujo desde el francés por Andrés Mangláez (Barcelona: Selas y Oliva, 1840) es una amplia colección de 24 leyendas históricas españolas en prosa desde el sacrilegio del palacio de Toledo por don Rodrigo y su violación de La Caba hasta la leyenda de Carlos II el Hechizado, algunas seriamente documentadas y otras más bien emanadas del Romancero, pero sin invenciones propias de don Telesforo, que dejó para sus novelas históricas. La traducción al español de 1840, fuera de ser a través del francés, cuenta con supresiones en una edición que salió a la venta simultáneamente en Madrid y Barcelona y con numerosos galicismos que procuró enmendar la edición de Ángel González Palencia (España romántica, Madrid: Editorial Saeta, 1942). The conquest of Perú (1830) y The Count of Castile (Londres, 1830), parecen inspìradas en estas leyendas o seguramente se desglosaron de la colección de las mismas por su mayor extensión. Los bandos de Castilla o El caballero del cisne (1830) supuso su última incursión en el género de la novela histórica. Por esta época se limitó a traducir él mismo sus obras al castellano y a cultivar una literatura más costumbrista, The incognito, or Sins and Pecadillos (1831); siguió Paris and London (1831) y Salvador the Guerrilla (1834), inspirada en la Guerra de Independencia española. Escribió además dramas en inglés como The Exquisites or, a new portraiture of exclusive society, estrenada en el Covent Garden e impresa en London: Colburn and Bentley, 1832; The royal Delinquent (drama histórico) y las farsas The Arrangement ("El arreglador", zarzuela), Call again tomorrow ("Vuelva usted mañana", juguete cómico musical en un acto), Mr. And Mrs. Pringle (entremés que estuvo sesenta días en cartel en el teatro Drury Lane de Londres y agradó por su diálogo rápido y chispeante) y The men of pleasure ("Los disipados", comedia).
A la muerte de Fernando VII, la regente María Cristina concedió una amnistía en 1834 que hizo volver a los liberales emigrados. Telesforo regresó a España para ocupar un escaño en las Cortes como secretario del Estamento de Procuradores y procurador por Santander, dentro del partido progresista. Colaboró en el periódico madrileño de esta tendencia, El Eco del Comercio, dirigido por Fermín Caballero. De salud quebradiza, fue a recuperarse a París en 1835, donde vivía su madre, y allí murió pocos meses después, el 4 de octubre de 1835, con 36 años de edad.

## Obras

### Narrativa
- Gómez Arias or the Moors of the Alpujarras (1826); hay traducción al español de Mariano Torrente ya en 1831.
- Life of Hernán Cortés (1826)
- The Castilian' (1829), 3 vols.
- History of the conquest of Peru, by the Spaniards (1830)
- The romance of history. Spain (1830)
- The Count of Castile (Londres, 1830)
- The Romance of History: Spain (1830), 3 vols.
- Los bandos de Castilla o El caballero del cisne' (1830)
- The incognito Or, Sins and Peccadillos (1831), 2 vols.
- Paris and London' (1831)
- Salvador the Guerrilla (1834)
- La España romántica' (1827)
- "Justicia de Dios", en Semanario Pintoresco Español núm. 43 (22 de octubre de 1848) pp. 339-343.

### Teatro
- El precipicio, 1817, melodrama.
- Anteojos para cortos de vista o Casa de un marqués en España.
- La muerte de Catón, 1821.
- El seductor moralista o La escuela del gran tono, 1824.
- Casarse con 60.000 duros, 1824.
- La gaditana en Constantinopla o El oso blanco y el oso negro, prohibida en Cádiz el 11 de diciembre de 1824.
- Todo y nada (el Veleta), comedia en tres actos en prosa, manuscrita, 1836.
- El novio en mangas de camisa
- The Exquisites or, a new portraiture of exclusive society London: Colburn and Bentley, 1832
- The royal delinquent
- The Arrangement
- Call again tomorrow, publicada en edición de Duncombe, The British Theatre, vol. X, 1825.
- Mr. And Mrs. Pringle, publicado en J. Cumberland's British Theatre, 1829, vol. XXXI, dozavo. 1832.
- The men of pleasure.

Piezas perdidas:
- Entremés de Gil Pataca
- El abogado Sorna
- Capricho peligroso
- Libros prohibidos
- Los amores de novela
- El loco de por fuerza

### Otros
- Cartas bornesas, 1824.
- "The Spanish Novelists", en The Foreign Quarterly Review, 1828.